# Svartsjön (Risinge socken, Östergötland, 651693-150395)
Svartsjön är en sjö i Finspångs kommun i Östergötland och ingår i Nyköpingsåns huvudavrinningsområde.